# عبد الرحمن رشدي
عبد الرحمن رشدي، (27 مايو 1881 - 13 أكتوبر 1939)، ممثل مصري ويعد أحد رواد الحركة المسرحية في مصر.

## عن حياته
ولد بالفيوم، تخرج من مدرسة الحقوق ثم عمل في وزارة الأوقاف.
استقال من وظيفته عام 1912 ليعمل في فرقة جورج أبيض.
كون فرقه تحمل اسمه عام 1917 ، وضم إليها عدد من الهواة البارزين منهم (محمد عبد القدوس - زكي طليمات - أحمد علام - سليمان نجيب).
من مسرحياته: حلاق إشبيلية، التائب، العصفور في القفص.
له مؤلفات مسرحية عديدة، منها (ابن السفاح - فجر) ، كما ترجم بعض المسرحيات ليوسف وهبي في فرقة رمسيس.

## روابط خارجية
- عبد الرحمن رشدي على موقع الدهليز
- عبد الرحمن رشدي على موقع قاعدة بيانات الأفلام العربية